# Le Père Lebonnard
Pour plus de détails, voir Fiche technique et Distribution.
Le Père Lebonnard est un film franco-italien réalisé par Jean de Limur, sorti en 1939.

## Synopsis
Antonio Lebonnard est un honnête horloger italien, qui mène une vie tranquille entre sa femme, son fils et sa fille. Cette dernière aime un modeste médecin débutant et trouve en son père un allié pour le mariage. Le fils lui s'y oppose, espérant s'éleve socialement par un mariage dansla noblesse. Pour le discréditer aux yeux de sa sœur, il lui révèle que son amoureux est né de façon illégitime. Mais, coup de théâtre, le vieux père, révèle alors à son fils que précisément lui aussi, est né dans les mêmes conditions, ce qu'il a toujours fait mine d'ignorer, en aimant son fils comme s'il était vraiment le sien. 
La révélation tardive remet tout dans l'ordre.

## Fiche technique
Dirigé par Jean de Limur avec «l'assistance linguistique» de Marcello Albani, qui en a assuré la version italienne, le film est une coproduction franco-italienne tourné dans les établissements Scalera Film de Rome et sur la Côte amalfitaine.
La mise en scène reprend celle de la pièce de théâtre Le Père Lebonnard (1889) de Jean Aicard. 
Une précédente version de Mario Bonnard date de la période du muet
La Scalera Films était spécialisée dans ce type de coproductions avec des metteurs en scène étrangers et une distribution mixte. De nombreux films ont ainsi été tournés tels que : Ultima giovinezza, Rosa di sangue, Ecco la felicità, Tosca
- Titre : Le Père Lebonnard
- Réalisation : Jean de Limur
- Scénario et dialogues : Akos Tolnay et Jacques de Féraudy, d'après la pièce de Jean Aicard
- Photographie : Ubaldo Arata
- Montage : Eraldo Da Roma
- Musique : Jacques Ibert
- Son : Piero Cavazzuti
- Scénographie: Antonio Valente
- Costumes: Antonio Valente
- Photographe de plateau: Ubaldo Arata
- Société de production : Scalera Film
- Pays d'origine :  Royaume d'Italie,  France
- Format : Noir et blanc — 35 mm — 1,37:1 — Son : Mono
- Genre : Comédie
- Durée : 92 minutes (1 h 32)
- Dates de sortie : 
  - Royaume d'Italie : 29 mars 1939
  - France : 22 juin 1939

## Distribution
- L'acteur italien Ruggero Ruggeri fait partie d'une distribution essentiellement française :

- Ruggero Ruggeri : le Père Lebonnard
- Madeleine Sologne : Mariella Lebonnard
- Jean Murat : le docteur Andréalaud
- Jeanne Provost : Mme Lebonnard
- Pierre Brasseur : Alfredo Lebonnard
- Hélène Perdrière : Bianca Roccaforte
- Sylvain Itkine : le marquis Roccaforte
- Charles Dechamps : le comte Majori
- Robert Seller: Grignolino
- Roberto Cappella: maire
- Ivana Claar: Infirmière
- Elena Fusco: Fulvia
- Otello Toso: Gaetano
- Fedele Gentile: Jeune au bal
- Massimo Serato: Jeune au bal
- Dina Sassoli
- Lina Marengo

### Doublage
- Lydia Simoneschi: Mariella
- Romolo Costa: Docteur Andreolo
- Lia Orlandini: Mme Lebonnard
- Clelia Bernacchi: Bianca de Roccaforte
- Vinicio Sofia: Comte Majori
- Carlo Romano: Alfredo Lebonnard
- Olinto Cristina: Marquis de Roccaforte
- Ernesto Bianchi: Grignolino

## Critique
Adolfo Franci dans L'Illustrazione Italiana du 9 avril 1939: «[...] il faut se demander quand finira cette manie de porter à l'écran les pièces de théâtre. [...] Dans Papà Lebonnard une fois que des ciseaux sans pitié se sont posés sur le personnage du vieil horloger, il reste bien peu de chose pour Di Ruggeri. Mais le peu qu'il reste de ce texte exquis suffit à faire passer deux ou trois bons moments [...] Jean de Limur, metteur en scène modeste mais non dénué de style. [...] Il en ressort un travail correct avec de très belles photos de paysage et des "intérieurs" intelligemment agencés».
Attilio Frescura dans Film du 15 avril 1939: «Jean de Limur, a réalisé au nom de Scalera un film classique, [...] non ha fallito il segno. [...] La comédie est réussie et traversera indubitablement les frontières. [...]. L'aspect émotion est aussi réussi: on s'amuse, on s'émeut».
Gino Visentini dans Cinema du 25 avril 1939: «Comment peut-on remettre au goût du jour une aussi vieille comédie, désagréable même par le titre, ça nous dépasse...cependant, le film lui-même est fait avec professionnalisme et n'est pas dénué de qualités notables.».